# Sphaeroma serratum
Espèce
Sphaeroma serratum, le Sphérome denté ou simplement Sphérome, est une espèce de crustacés isopodes marins de la famille des Sphaeromatidae. Il supporte les eaux saumâtres.

## Description
Taille: 1 cm environ lorsqu'il est étendu, la face ventrale est aplatie, la dorsale bombée; il s'enroule en boule s'il est dérangé (d'où le nom de genre Sphaeroma).

## Distribution
Manche, mer du Nord, Atlantique, Méditerranée.

## Écologie
Le Sphérome denté vit dans la zone de balancement des marées parmi les graviers marins, dans des coquilles vides ou sous les blocs rocheux.